# Englands U/18-fodboldlandshold
Englands U/18-fodboldlandshold er Englands landshold for fodboldspillere, som er under 18 år og administreres af The Football Association] (FA).